# Semiothisa epicharis
Semiothisa epicharis là một loài bướm đêm trong họ Geometridae.